# 植草甚一
植草 甚一（うえくさ じんいち、1908年〈明治41年〉8月8日 - 1979年〈昭和54年〉12月2日）は、欧米文学、ジャズ、映画の評論家。通称“J・J氏”。

## 経歴
植草は東京市日本橋区小網町（現・東京都中央区日本橋小網町）にて、木綿問屋の一人息子として生まれた。1915年、東華小学校入学。10歳のころから姉に連れられて地元の映画館「水天館」に通う。1921年、渋谷鉢山町の東京府立第一商業学校に入学、ここでは首席を通した。1923年9月1日の関東大震災で被災。これをきっかけに植草家は没落する。
1926年、旧制第一高等学校を受験するが失敗。このため、東京府立第五中学校の補習科に通学。併せて神田錦町の日土講習会に通う。当時は『無産者新聞』を愛読し、左翼思想に惹かれていた。1927年、第一高等学校を再度受験して失敗し、第一早稲田高等学院理科に補欠で入学した。1930年、早稲田大学理工学部建築学科に進み在学中は新劇に熱中し、劇団のポスターやイラストに才能を発揮する。1932年から池袋のジャージー工場「藤幸」に勤務し、『ヴォーグ』『ハーパース・バザー』などを翻訳、さらにセーターや水着のデザインも手がけた。大学では落第を2度繰り返した後、1933年、学費未納により除籍処分を受けた。
今川小路「銀映座」の主任助手を経て、1935年、東宝に入社。植草はこのころ、初めての映画評論「目を閉じて視覚化せよ」を『キネマ旬報』に発表（アルフレッド・ヒッチコックの映画『三十九夜』を扱った内容）。1937年から吉岡重三郎のゴーストライターを務め、1938年には吉岡名義でダイヤモンド産業全書13『映画』を上梓。1941年、ユニバーサル映画の字幕スーパーを初めて手がける。同年9月、アメリカの作家コンラッド・リクターの小説『樹海』を訳し三笠書房で刊行する。
戦時中も東宝では宣伝部や調査部などに勤務していたが、東宝争議で1948年に退職『キネマ旬報』同人となり、『アメリカ映画』の編集委員を務める。1949年から本格的に映画評論を書き始め、『キネマ旬報』『映画之友』『スクリーン』などで活躍。ニックネームの「J・J」とは、このころ『映画芸術』に発表していた三人称スタイルの評論の中に自らの分身を「シネマディクトJ」（シネマディクトとは映画中毒者の意。Jは甚一の頭文字）の名で登場させた後、この評論を単行本に収録する際、語呂がいいとしてJ・Jと改めたことに由来する。

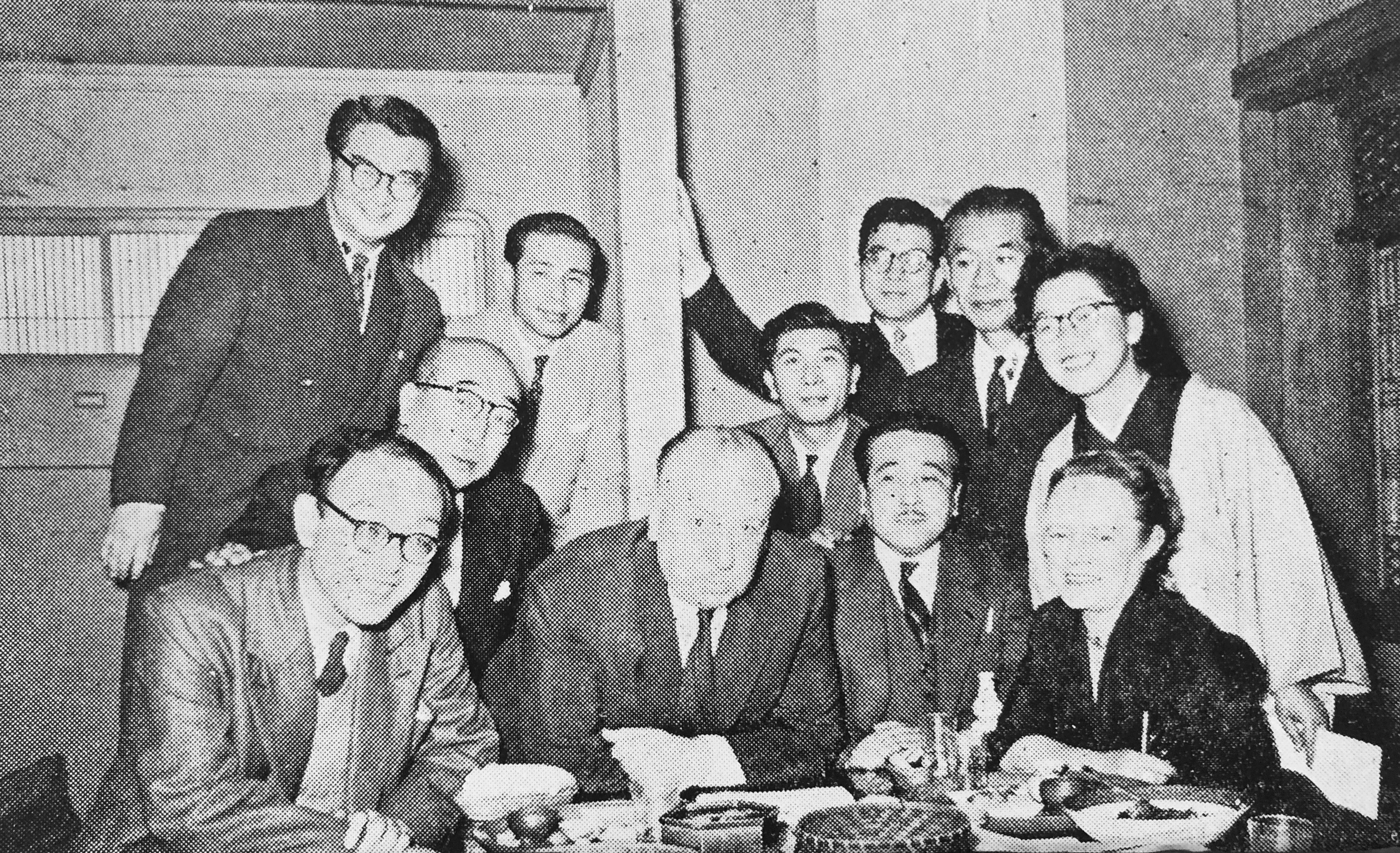
アルフレッド・ヒッチコック、淀川長治、双葉十三郎、江戸川乱歩らと（1955年）

映画評論の傍ら、東京創元社の『世界推理小説全集』の監修（1955年）や『現代推理小説全集』（1957年）『クライム・クラブ』(1958年）の収録作品選定や全巻の解説執筆を担当した。特に『クライム・クラブ』は斬新な作品選択で、ミステリー愛好家の間で後々まで伝説的な叢書となった。いわゆる「叙述トリック」作品も多く含まれており、「本格ミステリー」の範囲を広げたと評価されている。また、1955年の新東宝のミステリー映画『悪魔の囁き』の原案を提供したりもしている。
植草はこの間、40歳をとうに過ぎた1956年ごろからジャズを聴き始めることになる。
1956年、初の単著『外国の映画界』（同文館）を上梓。『スイングジャーナル』誌の連載（1958年5月～）を主な活動拠点としていた。
1960年代には、フリー・ジャズやモダン・ジャズだけでなく、フランク・ザッパ、キャプテン・ビーフハート、ファグスなどのニュー・ロックも評論し、若者に支持される基盤は、すでに出来上がっていた。1966年、『平凡パンチデラックス』などの若者向け雑誌で紹介されたことがきっかけで、若い世代の読者が急増し植草ブームを招来した。1967年、本格的な単行本の第一冊である『ジャズの前衛と黒人たち』（晶文社）を刊行。羽仁進監督の映画にも出演した。1970年にエッセイ『ぼくは散歩と雑学が好き』を刊行して若者にサブカルチャーを普及させた。1971年に胃の手術を受けてから、体重が約45キログラムへと激減し痩身となった。この時期からブームが本格的になり、1か月に約300枚の原稿を執筆した。1973年には雑誌『ワンダーランド』の責任編集となる。この『ワンダーランド』が後にJICC出版局（現・宝島社）に譲渡され、『宝島』（1973年10月号から誌名変更）として発展していった。
植草はこの年の1974年4月に初めてニューヨークへ渡り、3か月半滞在した。本、映画、ファッションなど様々な文化を独特の視点でエッセイとして発表し、さらに注目された。ただし、それ以前から雑誌と本とでニューヨークの街には精通しており、初めてニューヨークに行く人には、「○○と○○には行ったほうがいいでしょう。ここにあります。」というふうに助言していた。
1977年、ベストドレッサー賞を受けた。
1979年春、『ミステリの原稿は夜中に徹夜で書こう』（早川書房）により第32回日本推理作家協会賞（評論部門）を受けた。植草は同年12月10日、心筋梗塞の発作により、東京都世田谷区経堂の自宅で没した。戒名は浄諦院甚宏博道居士。
植草はモダンジャズを愛し、チャーリー・ミンガス、セシル・テイラー、マイルス・デイヴィス、アルバート・アイラーを尊敬した。植草の死後、多数のレコードコレクションの散逸を防ぐために、高平哲郎の仲介で、ジャズを愛好するタモリが約4,000枚すべてを買い取った。蔵書の数は約4万冊にのぼり、「古本屋を開くのに最低5000冊は必要だというけれど、3軒は開ける」と植草は自ら豪語していた。終の棲家となった経堂のマンションでは、自宅の他に2戸を借り、2戸すべてを書庫として使用していた。これらのコレクションの大半はオークションと生前から親しかった古書店の手で委託販売された。
晩年から没後に、エッセイ集成『植草甚一スクラップブック』（晶文社、1976-1980年／復刻2004-2005年）を出版。
片岡義男がパーソナリティをつとめる番組「きまぐれ飛行船〜野生時代〜」の中のインタビューコーナー「飛行船学校」でしばしばロングインタビューを受け、肉声を聞くことができた。
生前、植草に私淑したハスキー中川（経堂にてセレクトCDショップ「ハスキーレコード」を経営）は「植草さんは本屋でも、レコード店でも、散歩でも基本的にはひとりが好きで、ひとりぼっちの人でした。映画だけは淀川長治さんという理解者がいたけれど、それ以外はたった一人で自分が面白いと思うものを見つけて、たった一人で楽しんでいた。それを何十年も続けていたんです。植草さんは本当に孤独を貫いた人だったんです」と回想している。

## 著作
- 『ジャズの前衛と黒人たち』 晶文社、1967
- 『モダン・ジャズの発展－バップから前衛へ』 スイング・ジャーナル社、1968
- 『ぼくは散歩と雑学がすき』 晶文社、1970 新版2009.8／ちくま文庫、2013.3
- 『衝突と即興－あるジャズ・ファンの手帖』 スイング・ジャーナル社、1971
- 『ワンダー植草・甚一ランド』 晶文社、1971 新版1995[6]
- 『ぼくがすきな外国の変った漫画家たち』 青土社、1972
- 『雨降りだからミステリーでも勉強しよう』 晶文社、1972／ちくま文庫、2015.1
- 『映画だけしか頭になかった』 晶文社、1973
- 『知らない本や本屋を捜したり読んだり　ワンダー植草・甚一ランド 第2集 アメリカ篇』 晶文社、1974
- 『こんなコラムばかり新聞や雑誌に書いていた』 晶文社、1974／ちくま文庫、2014.9
- 『植草甚一読本』 晶文社、1975。渡辺貞夫・双葉十三郎との座談＋アルバム・日記・回想・年譜
- 『いつも夢中になったり飽きてしまったり』 番町書房、1975／ちくま文庫、2013.9
- 『ぼくのニューヨーク地図ができるまで』 晶文社、1977.6
- 『ミステリの原稿は夜中に徹夜で書こう』 早川書房、1978.11／双葉文庫[7]、1997.11
- 『コルトレーンの世界』 白水社、1978、新版1991.3。鍵谷幸信と共編著

### 没後刊
- 『退屈の利用法』晶文社、1982.12
- 『鬼平対甚一』晶文社〈犀の本〉、1983.8
- 『植草甚一 ジャズ・エッセイ 1・2』 河出書房新社〈河出文庫〉、1983.8
- 『植草甚一の芸術(アート)誌』晶文社、1994.9
- 『植草甚一の散歩誌』 晶文社、1994.9
- 『植草甚一の収集誌』 晶文社、1994.9
- 『植草甚一の読書誌』 晶文社、1994.9
- 『植草甚一の映画誌』[8] 晶文社、1994.9
- 『古本とジャズ』 角川春樹事務所〈ランティエ叢書〉、1997.12
- 『モダン・ジャズの勉強をしよう　植草甚一ジャズ・エッセイ大全〈1〉』 晶文社、1998.4。高平哲郎編・解説
- 『ぼくの好きなジャズマンたち　植草甚一ジャズ・エッセイ大全〈2〉』 晶文社、1998.5。高平哲郎編・解説
- 『植草甚一コラージュ日記〈1〉 東京1976』 平凡社、2003.10／平凡社ライブラリー、2012.8。瀬戸俊一編
- 『植草甚一コラージュ日記〈2〉 ニューヨーク1974』 平凡社、2003.11。瀬戸俊一編
- 『植草甚一WORKS〈1〉 映画と原作について考えてみよう』 近代映画社、2009.11
- 『植草甚一WORKS〈2〉 ヒッチコック、ヒューストンら監督たちについて』 近代映画社、2009.11
- 『植草甚一WORKS〈3〉 気になる男優たち、そして映画界の動向』 近代映画社、2010.2
- 『植草甚一WORKS〈4〉 この映画を僕はこう見る』 近代映画社、2010.2
- 『植草甚一WORKS〈5〉 フランス映画の面白さを語ろう』 近代映画社、2010.6
- 『植草甚一WORKS〈6〉 イタリア映画の新しさを伝えたい』 近代映画社、2010.6

### 訳書
- チェスター・ハイムズ『ピンク・トウ』河出書房新社<人間の文学>、1969
- 『真冬の殺人事件　植草甚一翻訳コレクション』小野純一編、森英俊解説、書肆盛林堂、2015

## 映画出演
- 『愛奴』（監督・羽仁進）1969年　「結婚式の人」役[9]
- 『恋の大冒険』（監督・羽仁進）1970年　特別出演[9]
- 『愛の嵐の中で』（監督・小谷承靖）1978年　大学教授「神津」役[10]

## 展覧会など
- 『植草甚一展』（1980）-　死の直後に東京、札幌、京都で実施。未亡人への遺産とするため、植草の遺品の小物類をすべて、売却した。なお、坪内祐三は、当時、年賀状を三枚だけ買ったという。
- 『新宿植草・甚一雑誌』 -2005年4月2日 新宿紀伊國屋ホールにて。
第一部　新宿・ジャズ・植草甚一（座談会・レコード観賞・スライド・生演奏）
出演者：坂田明（ジャズ・アルトサックス奏者）、中村誠一（ジャズ・テナーサックス奏者）、中平穂積（写真家・『DUG』『NEW DUG』店主）、高平哲郎（編集者・演出家）
第二部　60年代～70年代のサブカルチャー雑誌と植草甚一（座談会）
出演者：矢崎泰久（評論家・元『話の特集』編集長）、津野海太郎（評論家・元『宝島』発案者）、高橋章子（作家・元『ビックリハウス』編集長）、高平哲郎（元『宝島』編集長）
- 『植草甚一／マイ・フェイヴァリット・シングス』 - 世田谷文学館にて、2007年9月29日～11月25日まで開催。愛用のブローチや腕時計などの小物、友人へ宛てた絵葉書、コラージュ、手がけた雑誌の表紙などが展示された。

### 回想・評伝
- 『植草甚一の研究』 晶文社〈スクラップ・ブック別巻〉、1980年、新装版2005年
  - 宮本陽吉・山田宏一・佐藤秀樹・権田萬治・鍵谷幸信・真鍋博・小野耕世・青山南が寄稿
- 『植草さんについて知っていることを話そう』 高平哲郎編、晶文社、2005年。総勢25名による評伝
- 『植草甚一スタイル』 平凡社〈コロナ・ブックス〉[12]、2005年。ムック本
- 『植草甚一 ぼくたちの大好きなおじさん』 晶文社、2008年。同編集部編、生誕100年記念出版＋インタビューCDも収録。
- 大谷能生 『植草甚一の勉強　1967-1979 全著作解題』 本の雑誌社、2012年